# レザー・パフラヴィー
レザー・シャー・パフラヴィー（ペルシア語: رضا شاه پهلوی, ラテン文字転写: Rezā Shāh Pahlavi、1878年3月16日 - 1944年7月26日）は、パフラヴィー朝イランの初代皇帝（在位：1925年12月15日 - 1941年9月16日）。即位前はレザー・ハーンと称された。レザーの名は第8代イマームのアリー・リダーに由来し、アラビア語や前近代ペルシア語ではリダー・ハーンと発音される。パフラヴィーは日本ではパーレビとも表記される。
1960年まで発行されていた複数のイラン・リヤル紙幣に肖像が使用されていた。

## 生涯

### 生い立ち
1878年、カスピ海南岸のマーザンダラーンの名門の家に生まれた。若くして軍人となり騎兵隊の馬丁からペルシアのコサック師団の将校、やがて陸軍総指揮官へと出世する。

### 首相就任
1921年に、2500の兵を率いてペルシア・クーデターを起こしてテヘランを奪い、1919年に結ばれていたイギリス・イラン協定を破棄して治外法権の撤廃に成功した。
1924年から1925年の間はイラン国軍の司令官、首相となる。

### 皇帝即位
1925年10月31日、ペルシア議会は5対85で王朝の廃止を決議すると、翌月、議会はレザーの国王就任を認めた。翌年に自ら帝位（シャーハーン・シャー شاهنشاه）に就いてパフラヴィー朝を創設した。
その後は国内統治に尽力する。1926年には司法改革に着手。1927年には国民銀行の創設。1929年には義務兵役制度（徴兵制度）を制定する。さらにアメリカから財政顧問官を招聘して財政改革に当たり、差別的な風潮をなくすために女性解放の制度を定めたり、教育改革を行なったりするなど、国家の近代化に努めた。
対外的には国際連盟に加盟し、1935年には国号をペルシアからイランに改名し、中央集権化を確立した。さらに1938年にはイラン縦貫鉄道を完成させるなど産業の育成にも尽力した。しかし国家の近代化を進めたことは多くからの支持を集めていたが、政治においては皇帝による独裁色が強かったために国民の反発を招いた。またイスラームを軽んじたために、多くの反発を生むことにもなった。

### 退位
第二次世界大戦が勃発すると、レザーはイランの中立を宣言したが、その態度は枢軸国寄りであった。さらに親ナチス・ドイツ的な政策を採ったために、1941年にイギリスとソ連の連合軍が侵攻してくると（イラン進駐 (1941年)）、子のモハンマド・レザーに帝位を譲って退位することを余儀なくされ、モーリシャス島に事実上亡命した。その後、南アフリカのヨハネスブルグに移り、同地で1944年に67歳で死去した。

## 死後

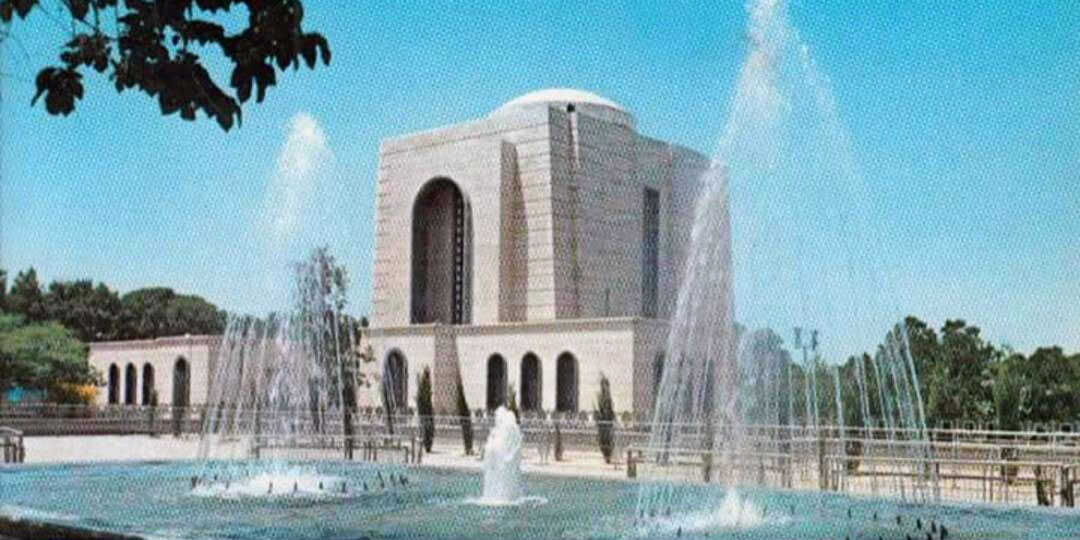
レザー・シャー廟

死後、遺体はエジプトでミイラ加工を施された後、カイロにあるアッ＝リファーイー・モスクに安置され、1950年にイランに運ばれシャフレ・レイにある霊廟に埋葬された。1979年のイラン革命の後にルーホッラー・ホメイニーの許可を得て霊廟は破壊された。その後、遺体は行方不明となったが、2018年4月にレイにあるアブドゥラジム陵墓の拡張活動の際に発見されたミイラがレザーの可能性があると報道された。しかし革命で打倒したパフラヴィー朝の影を気にする政府当局により、遺体は埋め戻された。

## 評価
皇帝として同国の近代化に努めたことは高く評価されているが、独裁を強めたことが自らの運命を暗転させてしまったという評価がある。